# James Grant (funzionario)
James P. Grant, detto Jim (Pechino, 12 maggio 1912 – 28 gennaio 1995), è stato un funzionario statunitense di origine cinese, uomo di stato e figura di rilievo nel campo umanitario e dell'aiuto allo sviluppo.

## Biografia
James Grant è nato a Pechino in Cina, dove suo padre era professore di salute pubblica al medical collage 'Peking Union' finanziato dalla Rockfeller foundation. Dopo aver lasciato la Cina all'età di 15 anni, Grant studiò alla Università della California - Berkeley, dove si laureò in economia nel 1943. Nel 1951 Grant conseguì anche la laurea in legge all'Università di Harvard.
La sua carriera internazionale cominciò nel 1951 quando fu nominato vice assistente del Segretario di Stato del governo degli Stati Uniti per il vicino oriente a l'Asia del sud. Dopo aver lavorato per USAID (United States Agency for International Development) tra il 1964 e il 1967, Grant fondò la 'Overseas Development collage' di cui divenne direttore esecutivo. A partire dal 1980 e fino al 1995, anno della sua scomparsa, è stato direttore esecutivo di UNICEF (United Nations Children Funds).
Il nome di Jim Grant è noto per aver lanciato la cosiddetta 'Rivoluzione per la sopravvivenza dei bambini' (Child survival revolution) basata sull'utilizzo di tecnologie a basso costo, quali i sali di reidratazione e la vaccinazione contro morbillo, pertosse, tetano e difterite usate per prevenire o curare le principali malattie infettive che sono una concausa di una larga parte delle morti di bambini sotto i cinque anni di età in paesi in via di sviluppo. Secondo stime dell'UNICEF gli interventi attuati dall'UNICEF sotto la sua guida hanno salvato la vita a circa 25 milioni di bambini nei paesi in via di sviluppo.  Il nome di Jim Grant è altresì legato al del Summit Mondiale per l'Infanzia (World Summit for Children) da lui voluto e organizzato nel 1989 al quartier generale dell'ONU. Al Summit presenziarono 71 capi di stato e rappresentanti di alto livello da altri 100 paesi.